# Mormântul pictorului Gheorghe Panaiteanu-Bardasare
Mormântul pictorului Gheorghe Panaiteanu-Bardasare este un monument istoric aflat pe teritoriul municipiului Iași.

## Vezi și
- Gheorghe Panaiteanu-Bardasare